# The Singles Tour
The Singles Tour è stato un tour musicale della band elettronica inglese Depeche Mode intrapreso durante il 1998 per promuovere la raccolta di successi del gruppo The Singles 86-98.
È il primo tour dopo l'abbandono di Alan Wilder ed il primo con la partecipazione dei turnisti Peter Gordeno e Christian Eigner.
Aspetto molto importante, inoltre, è il fatto che questo è l'unico tour nella storia dei Depeche Mode a non essere legato alla pubblicazione di un album di inediti come accaduto per tutti i tour precedenti (infatti l'Exotic Tour pur essendo un tour a parte, è considerato un'estensione del Devotional Tour) che erano legati (di fatto, ma anche dal nome) a un determinato album. Infatti questo può essere considerato come una sorta di rimedio al mancato tour per Ultra del 1997, non organizzato per permettere a Dave Gahan una completa ripresa dopo essere uscito dal tunnel della droga.
Il palco del tour è stato curato dal fotografo e regista olandese Anton Corbijn, storico collaboratore della band, così come le proiezioni frutto del montaggio di vecchi filmati di Corbijn e di brevi cortometraggi ritraenti la band.

## Date
Il tour durato poco meno di tre mesi è cominciato in Estonia il 2 settembre e si è concluso il 22 dicembre in California.
In Italia, il tour fece tappa il 26 settembre al PalaMalaguti di Casalecchio di Reno (BO) e il 27 al Forum di Assago (MI).
Il 12 dicembre in occasione del festival Almost Acoustic Christmas Show organizzato dalla stazione radio KROQ di Los Angeles il gruppo ha eseguito una scaletta ridotta tra i cui brani figura un'inedita versione acustica della celebre Enjoy the Silence e la partecipazione di Billy Corgan, cantante degli Smashing Pumpkins, al brano di chiusura Never Let Me Down Again (di cui proprio gli Smashing Pumpkins avevano eseguito una cover pubblicata sul lato B del singolo del 1994 Rocket, successivamente inclusa nella raccolta tributo For the Masses uscita nel 1998).
Il concerto della band alla Lanxess Arena di Colonia fu trasmesso su MTV, tuttavia la registrazione non fu utilizzata per una pubblicazione ufficiale in home video.
| Data       | Città               | Paese       | Luogo                               | Note                                                           |
| ---------- | ------------------- | ----------- | ----------------------------------- | -------------------------------------------------------------- |
| Europa     |                     |             |                                     |                                                                |
| 02/09/1998 | Tartu               | Estonia     | Tartu Song Festival Grounds         |                                                                |
| 03/09/1998 | Riga                | Lettonia    | Tenisa Centrs Lielupe               |                                                                |
| 05/09/1998 | Mosca               | Russia      | Olimpiyskiy                         |                                                                |
| 07/09/1998 | San Pietroburgo     | Russia      | SKK Peterburgsky                    |                                                                |
| 09/09/1998 | Helsinki            | Finlandia   | Hartwall-areena                     |                                                                |
| 11/09/1998 | Copenaghen          | Danimarca   | Valby-Hallen                        |                                                                |
| 12/09/1998 | Göteborg            | Svezia      | Scandinavium                        |                                                                |
| 13/09/1998 | Stoccolma           | Svezia      | Globe Arena                         |                                                                |
| 15/09/1998 | Praga               | Rep. Ceca   | Sportovní Hala                      |                                                                |
| 16/09/1998 | Vienna              | Austria     | Wiener Stadthalle                   |                                                                |
| 18/09/1998 | Berlino             | Germania    | Waldbühne                           |                                                                |
| 19/09/1998 | Berlino             | Germania    | Waldbühne                           |                                                                |
| 20/09/1998 | Erfurt              | Germania    | Messehalle                          |                                                                |
| 22/09/1998 | Bruxelles           | Belgio      | Forest National                     |                                                                |
| 23/09/1998 | Stoccarda           | Germania    | Hanns-Martin-Schleyer-Halle         |                                                                |
| 25/09/1998 | Zurigo              | Svizzera    | Hallenstadion                       |                                                                |
| 26/09/1998 | Casalecchio di Reno | Italia      | PalaMalaguti                        |                                                                |
| 27/09/1998 | Assago              | Italia      | Forum di Assago                     |                                                                |
| 29/09/1998 | Londra              | Regno Unito | Wembley Arena                       |                                                                |
| 30/09/1998 | Londra              | Regno Unito | Wembley Arena                       |                                                                |
| 02/10/1998 | Manchester          | Regno Unito | Evening News Arena                  |                                                                |
| 03/10/1998 | Birmingham          | Regno Unito | National Exhibition Centre          |                                                                |
| 05/10/1998 | Colonia             | Germania    | Kölnarena                           | Parte del concerto è stata filmata e trasmessa su MTV.         |
| 06/10/1998 | Colonia             | Germania    | Kölnarena                           |                                                                |
| 07/10/1998 | Parigi              | Francia     | Palais Omnisports de Paris-Bercy    |                                                                |
| 09/10/1998 | Hannover            | Germania    | Messehalle                          |                                                                |
| 10/10/1998 | Lipsia              | Germania    | Messehalle                          |                                                                |
| 11/10/1998 | Francoforte         | Germania    | Festhalle                           |                                                                |
| 13/10/1998 | Monaco di Baviera   | Germania    | Olympiahalle                        |                                                                |
| 15/10/1998 | Saragozza           | Spagna      | Pabellón Principe Felipe            |                                                                |
| 16/10/1998 | Barcellona          | Spagna      | Palau Sant Jordi                    |                                                                |
| 17/10/1998 | San Sebastián       | Spagna      | Velódromo de Anoeta                 |                                                                |
| America    |                     |             |                                     |                                                                |
| 27/10/1998 | Worcester           | Stati Uniti | Worcester Centrum Centre            |                                                                |
| 28/10/1998 | New York            | Stati Uniti | Madison Square Garden               |                                                                |
| 29/10/1998 | New York            | Stati Uniti | Madison Square Garden               |                                                                |
| 01/11/1998 | Filadelfia          | Stati Uniti | First Union Spectrum                |                                                                |
| 05/11/1998 | Toronto             | Canada      | SkyDome                             |                                                                |
| 06/11/1998 | Montréal            | Canada      | Centre Molson                       |                                                                |
| 08/11/1998 | Cleveland           | Stati Uniti | Gund Arena                          |                                                                |
| 09/11/1998 | Auburn Hills        | Stati Uniti | The Palace of Auburn Hills          |                                                                |
| 11/11/1998 | Fairfax             | Stati Uniti | Patriot Center                      |                                                                |
| 13/11/1998 | Miami               | Stati Uniti | Miami Arena                         |                                                                |
| 14/11/1998 | Orlando             | Stati Uniti | Orlando Arena                       |                                                                |
| 15/11/1998 | Tampa               | Stati Uniti | Ice Palace                          |                                                                |
| 18/11/1998 | Houston             | Stati Uniti | Compaq Center                       |                                                                |
| 19/11/1998 | Dallas              | Stati Uniti | Reunion Arena                       |                                                                |
| 20/11/1998 | San Antonio         | Stati Uniti | Alamodome                           |                                                                |
| 22/11/1998 | New Orleans         | Stati Uniti | Lakefront Arena                     |                                                                |
| 24/11/1998 | Rosemont            | Stati Uniti | Rosemont Horizon                    |                                                                |
| 25/11/1998 | Rosemont            | Stati Uniti | Rosemont Horizon                    |                                                                |
| 29/11/1998 | Denver              | Stati Uniti | McNichols Sports Arena              |                                                                |
| 01/12/1998 | Salt Lake City      | Stati Uniti | Delta Center                        |                                                                |
| 02/12/1998 | Nampa               | Stati Uniti | Idaho Center                        |                                                                |
| 04/12/1998 | Vancouver           | Canada      | Pacific Coliseum                    |                                                                |
| 06/12/1998 | Portland            | Stati Uniti | Rose Garden                         |                                                                |
| 07/12/1998 | Seattle             | Stati Uniti | KeyArena                            |                                                                |
| 09/12/1998 | Sacramento          | Stati Uniti | ARCO Arena                          |                                                                |
| 11/12/1998 | Oakland             | Stati Uniti | The Arena in Oakland                |                                                                |
| 12/12/1998 | Los Angeles         | Stati Uniti | KROQ Almost Acoustic Christmas Show | Il concerto è stato trasmesso sia in radio che in televisione. |
| 14/12/1998 | Phoenix             | Stati Uniti | America West Arena                  |                                                                |
| 15/12/1998 | San Diego           | Stati Uniti | Cox Arena                           |                                                                |
| 18/12/1998 | Inglewood           | Stati Uniti | Great Western Forum                 |                                                                |
| 19/12/1998 | Inglewood           | Stati Uniti | Great Western Forum                 |                                                                |
| 20/12/1998 | Anaheim             | Stati Uniti | Arrowhead Pond                      |                                                                |
| 22/12/1998 | Anaheim             | Stati Uniti | Arrowhead Pond                      |                                                                |

## Incassi e vendite del tour
| Luogo                 | Città         | Biglietti venduti/Disponibili | Incasso    |
| --------------------- | ------------- | ----------------------------- | ---------- |
| Madison Square Garden | New York City | 27,392 / 27,932 (100%)        | $1,108,270 |
| SkyDome               | Toronto       | 16,472 / 16,472 (100%)        | $490,384   |
| Alamodome             | San Antonio   | 19,098 / 19,098 (100%)        | $533,570   |
| Rosemont Horizon      | Rosemont      | 23,567 / 25,000 (94%)         | $769,741   |
| America West Arena    | Phoenix       | 8,898 / 10,861 (81%)          | $289,185   |
| Great Western Forum   | Inglewood     | 27,984 / 29,123 (96%)         | $1,040,958 |
| Arrowhead Pond        | Anaheim       | 26,364 / 26,364 (100%)        | $978,525   |
| TOTALE                | TOTALE        | 150,406 / 154,810 (97%)       | $5,210,633 |

## Scaletta
1. Painkiller (intro)
2. A Question of Time
3. World in My Eyes
4. Policy of Truth
5. It's No Good
6. Never Let Me Down Again
7. Walking in My Shoes
8. Only When I Lose Myself
9. A Question of Lust / Sister Of Night *
10. Home *
11. Condemnation
12. In Your Room
13. Useless
14. Enjoy the Silence
15. Personal Jesus
16. Barrel of a Gun
17. Somebody *
18. Stripped / Behind the Wheel
19. I Feel You
20. Just Can't Get Enough

* Cantata da Martin.

## Musicisti

### Depeche Mode
- Dave Gahan - voce
- Martin Gore - chitarra, sintetizzatori, cori, voce
- Andy Fletcher - sintetizzatori, cori

### Musicisti di supporto
- Peter Gordeno - sintetizzatori, cori
- Christian Eigner - batteria
- Jordan Bailey - cori
- Janet Cook - cori

## Ospiti
- Billy Corgan (nella data di Los Angeles del 12 dicembre 1998) - voce, chitarra (in Never Let Me Down Again)[3][4]